# BriefLZ
BriefLZ — небольшой по размеру и быстрый открытый алгоритм для сжатия данных, основанный на Lempel-Ziv.

## Описание
Основной акцент делается на скорость работы, по отношению к аналогичным алгоритмам (например, по отношению к aPLib) показывает более высокие показатели.
Дистрибутив включает в себя исходный код для компрессии и декомпрессии написанный в ANSI C и Assembler.

## Лицензия
Библиотека свободна для коммерческого и некоммерческого использования.